# Xyletinites rumbicola
Xyletinites rumbicola is een keversoort uit de familie klopkevers (Anobiidae). De wetenschappelijke naam van de soort is voor het eerst geldig gepubliceerd in 1923 door Heyden & Heyden.